# 아프가니스탄군
아프가니스탄군은 아프가니스탄의 군대이다. 육군과 공군으로 편제되어 있다. 내륙국인 지리적인 특성 탓에, 아프가니스탄에는 해군이 없다. 아프가니스탄의 대통령은 국방부를 통해 통수권자의 역할을 하고 있다. 카불에 위치한 국가군사지휘본부는 아프가니스탄군의 본부 역할을 한다. 아프가니스탄의 국군에는 약 200,000명의 현역 군인들이 있으며, 다음해에 260,000명까지 수가 늘어날 것으로 예상되고 있다.
현재의 아프가니스탄 군대는 1709년 두라니 제국을 계승한 호타키 제국이 칸다하르에 설립되었을 당시로부터 비롯되었다. 아프가니스탄군은 18세기에서 19세기까지 사파비 왕조와 마라타 왕국과의 수많은 전쟁에 참전하였다. 1880년에는 아프가니스탄을 압둘 라만 칸 아미르가 통치하면서 인도 제국에 의해 재편되었다. 20세기 초에 아마눌라 칸 국왕에 의해 근대화되었고, 무함마드 자히르 샤 국왕의 40년의 통치기간 동안 더욱 발전되었다. 1978년부터 1992년까지는 소련 원조를 받은 아프가니스탄 군대가 미국과 사우디아라비아에 지원받아 파키스탄 국군에게 훈련을 받은 다국적 무자헤딘들과 싸웠다. 1992년 모하마드 나지불라 대통령이 사임하고 소련의 원조가 끝나면서, 군대는 여러 개의 군사 세력들과 정부를 수복한 무자헤딘에 의해 분리되었다. 이 기간 이후에는 파키스탄의 지원을 받아 생겨난 아프가니스탄 이슬람 토후국이 이슬람교 샤리아 법에 근본하여 군대를 만들었다.
탈레반 정권이 물러나고 2001년 말에 카르자이 행정부가 들어서면서, 아프가니스탄의 국방력은 최종적으로 북대서양 조약 기구, 특히 미군에 의해 재건되었다. 초기 징집과 훈련의 과정에서 문제가 있었으나, 현재는 탈레반 반군에 매우 효과적인 대응수단으로 자리잡았다. 2014년에 이르러서는, 미국이 이끄는 국제안보지원군의 지휘를 벗어나 독립적으로 구동되고 있다. 주요 비NATO 동맹국으로써, 아프가니스탄은 계속하여 NATO, 주로 미국으로부터 몇십억의 달러 규모의 군사 지원을 받고 있다.